# Adolph Zukor

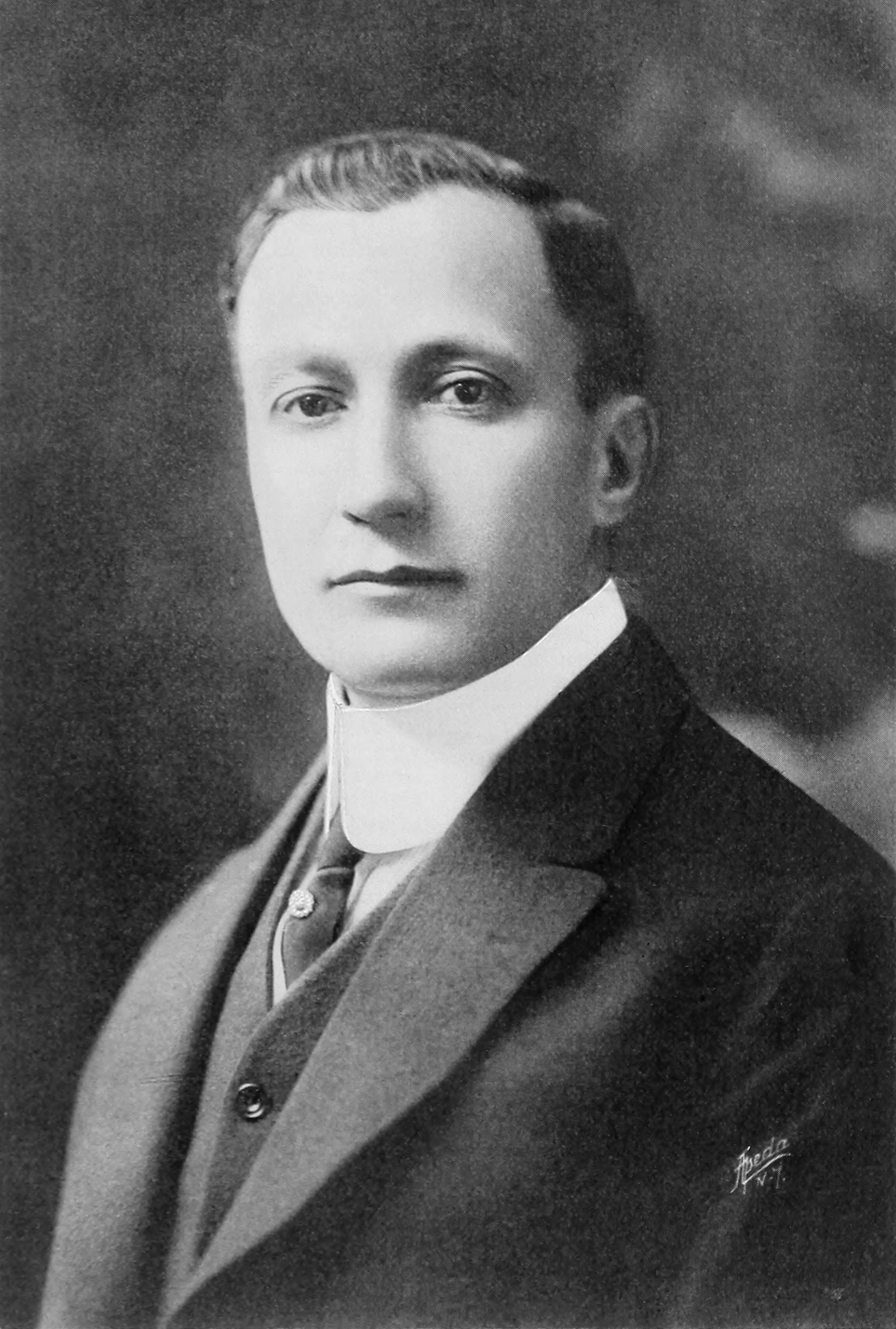
Adolph Zukor (1914 oder vorher)

Adolph Zukor (* 7. Januar 1873 in Ricse, Österreich-Ungarn; † 10. Juni 1976 in Los Angeles, Kalifornien, USA) war ein ungarisch-amerikanischer Filmproduzent, der Paramount zu einem der erfolgreichsten Filmstudios machte.

## Leben

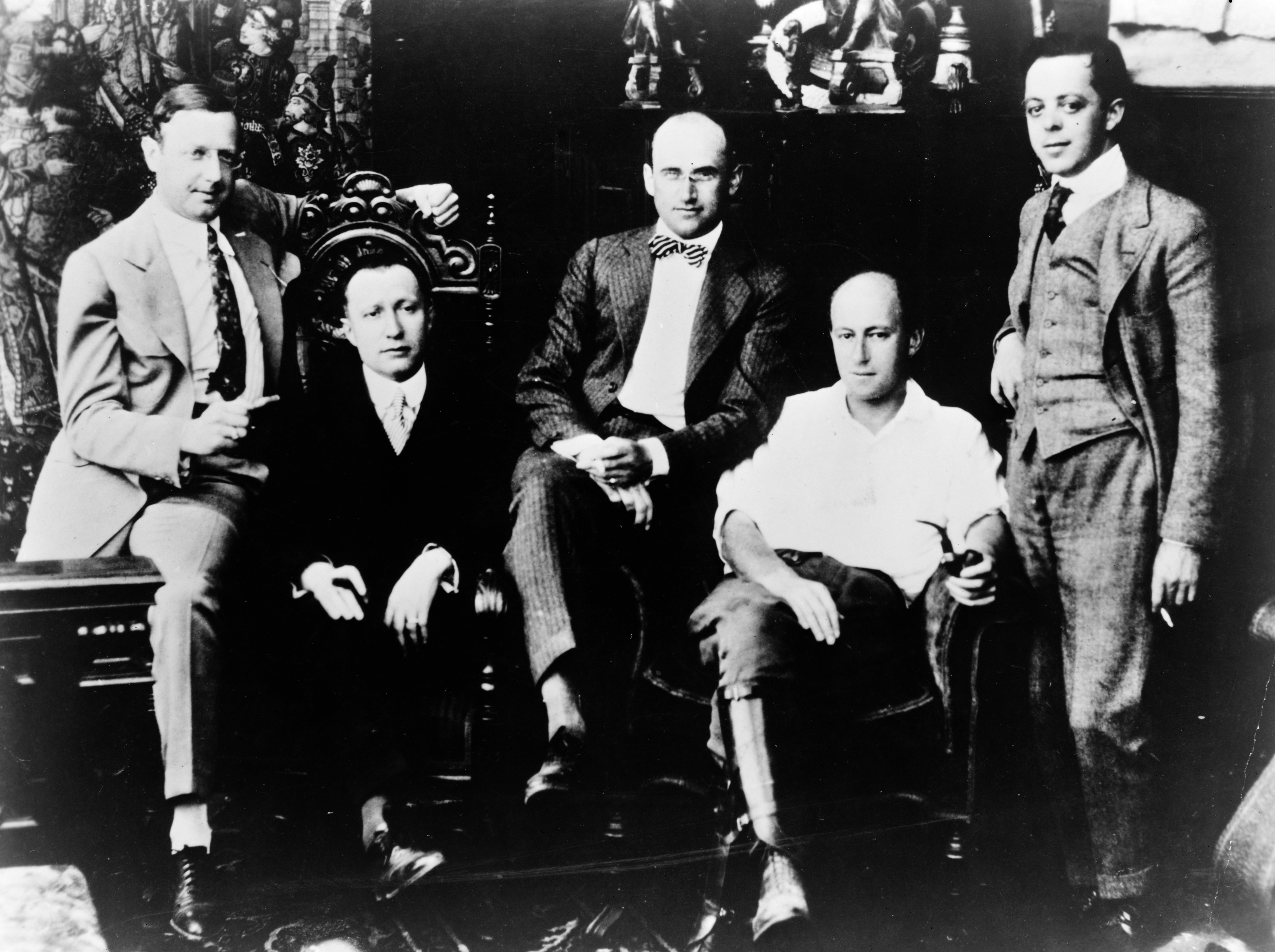
Zukor, 2. von links, 1916

Adolph Zukor war ein Sohn des Kaufmanns Jakob Czukor und der Helene Liebermann. Der Vater starb, als Adolph noch ein kleines Kind war. Sein älterer Bruder  Arthur Liebermann wurde von seinem Onkel, dem Rabbiner Koloman Liebermann, adoptiert, er wurde ebenfalls Rabbiner. 1889 wanderte der 16-jährige Adolph in die USA aus und verdiente seinen Lebensunterhalt zunächst notdürftig mit Putzen und in Handwerksbetrieben. Er begann eine Lehre in einem Pelzunternehmen und schrieb sich an einer Abendschule ein. 1892 eröffnete er in Chicago einen Pelzhandel und verdiente dabei sehr gut mit einer von ihm erdachten Version eines Pelzkolliers. Schon nach zwei Jahren hatte er ein Unternehmen mit 25 Mitarbeitern.
Als Zukor mit dem Filmgeschäft in Berührung kam, war er bereits ein anerkannter und gut verdienender Unternehmer und, entgegen dem Klischee vom Filmproduzenten à la Louis B. Mayer, ein eleganter, gebildeter und freundlicher Charakter. 1903 bat ihn ein Cousin um Geld für den Aufbau einer Penny Arcade, in der er die neueste Erfindung Thomas Edisons präsentieren wollte: bewegte Bilder. Zukor gab seinem Cousin nicht nur das Geld, sondern eröffnete das „Kino“ mit ihm zusammen und investierte bald in die ersten Nickelodeons.
1912 gründete Zukor zusammen mit Daniel Frohman die Verleihfirma Famous Players (später in Paramount umbenannt), die den Film Les amours de la reine Élisabeth mit der berühmten Sarah Bernhardt in der Titelrolle präsentierte. Dieser Film wird, obwohl nur 40 Minuten lang, als der erste jemals in den USA aufgeführte Langfilm angesehen. Zusammen mit Frohman, dessen Ziel es war, die berühmtesten amerikanischen Theaterdarsteller auf die Leinwand zu bringen, produzierte er 1914 den ersten amerikanischen Langfilm: The Prisoner of Zenda.
Der spektakulär inszenierte und reich ausgestattete Film war ein großer Erfolg, genau wie andere von Zukor produzierte opulente Filme: The Count of Monte Cristo, Tess of the D'Urbervilles, The Sheik und Die Karawane (The Covered Wagon). Zukor war ein Meister darin, den Geschmack des Publikums zu treffen (sein berühmtestes Zitat ist: „Das Publikum hat nie unrecht“) und Schauspieler zu entdecken und zu Stars aufzubauen, etwa Mary Pickford, Rudolph Valentino und Clara Bow. Zukor revolutionierte das Filmgeschäft, indem er innerhalb eines einzigen Unternehmens Produktion, Verleih und Aufführung von Filmen organisierte.
Als Paramount 1933 in Schwierigkeiten geriet, wurde Zukor kurzzeitig aus der Firma gedrängt, doch 1936 holte ihn der neue Präsident Barney Balaban als Aufsichtsratsvorsitzenden zurück. Beide arbeiteten 28 Jahre zusammen, bis Balaban 1964 wegen des Misserfolgs von Der Untergang des römischen Reiches (The Fall of the Roman Empire) seinen Posten verlor. Zukor blieb bis zu seinem Tod im Alter von 103 Jahren in der Geschäftsführung von Paramount.
1949 wurde Zukor als „Vater des amerikanischen Langfilms“ mit einem Ehrenoscar ausgezeichnet. Ein Stern auf dem Hollywood Walk of Fame erinnert an ihn. Zukor war ein Mitglied im Bund der Freimaurer (Centennial Lodge No. 763, New York).

## Filmografie (Auswahl)
- 1912: Les amours de la reine Élisabeth
- 1913: Der Gefangene von Zenda (The Prisoner of Zenda)
- 1913: The Count of Monte Cristo
- 1917: The Poor Little Rich Girl
- 1920: Dr. Jekyll and Mr. Hyde
- 1923: Zaza, das Mädel vom Varieté (Zaza)
- 1924: Triumph (Triumph)
- 1924: Die Bluthochzeit der Castros (A Sainted Devil)
- 1924: Eine namenlose Geschichte (The Story Without A Name)
- 1924: Peter Pan, der Traumelf (Peter Pan)
- 1924: Cobra
- 1925: Madame Sans-Gêne
- 1925: Die Erbin des Holzkönigs (The Ancient Highway)
- 1925: Der Wanderer (The Wanderer)
- 1925: Das verschwundene Brillantencollier (Paths to Paradise)
- 1926: Blutsbrüderschaft (Beau Geste)
- 1926: Der große Gatsby (The Great Gatsby)
- 1926: Der Schrecken der Steinwüste (Desert Gold)
- 1926: Ein Ende mit Schrecken (Sea Horses)
- 1926: Die Farm auf dem Hügel (The Enchanted Hill)
- 1927: Der kleine Bruder (The Kid Brother)
- 1927: Das gewisse Etwas (It)
- 1927: Der Schrecken der Viehdiebe (The Last Outlaw)
- 1927: Ein Bandit von Ehre (Jesse James)
- 1927: Bin ich ihr Typ? (Get Your Man)
- 1927: Geständnisse einer Frau (The Woman on Trial)
- 1927: Scheidung vor der Ehe (Honeymoon Hate)
- 1928: Das Geheimnis einer Stunde (The Secret Hour)
- 1928: Sein letzter Befehl (The Last Command)
- 1928: Der Hochzeitsmarsch (The Wedding March)
- 1928: Das zweite Leben (Three Sinners)
- 1928: Die Dame aus Moskau (The Woman From Moscow)
- 1929: The Cocoanuts
- 1930: Paramount-Parade (Paramount on Parade)
- 1930: Mit Byrd zum Südpol (With Byrd at the South Pole)
- 1929: Der König der Vagabunden (The Vagabond King)
- 1931: Dr. Jekyll und Mr. Hyde (Dr. Jekyll and Mr. Hyde)
- 1932: Shanghai-Express
- 1937: Kein Platz für Eltern (Make Way for Tomorrow)
- 1937: Schiffbruch der Seelen (Souls at Sea)
- 1946: Paramount News Issue No. 37 (Dokumentar-Kurzfilm; Produzent)